# Алёхин (лунный кратер)
Кратер Алёхин (лат. Alekhin) — древний ударный кратер в южной приполярной области на обратной стороне Луны. Название дано в честь советского конструктора ракетной техники Николая Павловича Алёхина (1913—1964) и утверждено Международным астрономическим союзом в 1970 г. Образование кратера относится к донектарскому периоду.

## Описание кратера
Ближайшими соседями кратера являются кратер Даусон на северо-западе; кратер Зееман на юге; кратер Чан Ю-Че на юго-западе и кратер Кроммелин на западе. Селенографические координаты центра кратера — 67°56′ ю. ш. 131°51′ з. д. / 67,94° ю. ш. 131,85° з. д., диаметр — 75 км, глубина 2,76 км.
Кратер имеет правильную циркулярную форму, однако северо-западная часть вала перекрыта кратером Даусон, а северная — его сателлитным кратером Даусон D. Другие участки вала за время своего существования подверглись значительному разрушению от последующих импактов, южная часть вала нарушена несколькими небольшими кратерами. Высота вала над окружающей местностью составляет 1290 м, объём кратера приблизительно 4400 км³. Дно чаши кратера сравнительно ровное, отмечено многочисленными мелкими кратерами. Центральный пик отсутствует.

## Сателлитные кратеры
| Алёхин | Координаты                                              | Диаметр, км |
| ------ | ------------------------------------------------------- | ----------- |
| E      | 66°58′ ю. ш. 124°35′ з. д. / 66,96° ю. ш. 124,58° з. д. | 39,6        |